# Butoniga
 Butoniga  (olaszul: Bottonega) falu Horvátországban, Isztria megyében. Közigazgatásilag Pazinhoz tartozik.

## Fekvése
Az Isztriai-félsziget közepén, Pazintól 8 km-re északra, a Butoniga-patak völgyének lejtőin a Pazinból Kršiklára menő út mellett fekszik.

## Története
A települést 1498-ban a pazini urbárium említi először "Woltenegg" alakban. A pićani püspökséghez és a pazini grófsághoz tartozott. A településnek 1857-ben 164, 1910-ben 203 lakosa volt. Lakói hagyományosan mezőgazdasággal foglalkoztak. 2011-ben 72 lakosa volt.

## Lakosság
| Lakosság változása | Lakosság változása | Lakosság változása | Lakosság változása | Lakosság változása | Lakosság változása | Lakosság változása | Lakosság változása | Lakosság változása | Lakosság változása | Lakosság változása | Lakosság változása | Lakosság változása | Lakosság változása | Lakosság változása | Lakosság változása |
| ------------------ | ------------------ | ------------------ | ------------------ | ------------------ | ------------------ | ------------------ | ------------------ | ------------------ | ------------------ | ------------------ | ------------------ | ------------------ | ------------------ | ------------------ | ------------------ |
| 1857               | 1869               | 1880               | 1890               | 1900               | 1910               | 1921               | 1931               | 1948               | 1953               | 1961               | 1971               | 1981               | 1991               | 2001               | 2011               |
| 164                | 170                | 180                | 182                | 182                | 203                | 0                  | 0                  | 183                | 167                | 154                | 117                | 107                | 107                | 88                 | 72                 |

## Nevezetességei
A Szent Kereszt tiszteletére szentelt temploma a Tončići településrészen áll. A templom a 13. – 14. században épült román stílusban. Egyhajós épület, félköríves apszissal, a homlokzat feletti, két harang számára kialakított harangdúccal. Freskói a 14. század végén készültek. Az apszisban a Maiestas Domini és a tizenkét apostol ábrázolása, az oldalfalakon jelenetek láthatók Jézus életéből néhány szent és tanítvány ábrázolásával. Az eredeti freskókból, melyek valószínűleg népi származású mester alkotásai sok töredék fennmaradt. A templomot a horvát kulturális örökség részévé nyilvánították.